# Paul Potts
No confundir con: Pol Pot
Paul Potts (nacido el 13 de octubre de 1970 en Bristol) es un cantante inglés que se hizo popular en todo el mundo gracias a su victoria en 2007 en el concurso de la televisión inglesa Britain's Got Talent interpretando arias y sorprendiendo tanto al jurado como al público. Potts, que trabajaba en un comercio de teléfonos móviles, pasó de la noche a la mañana a convertirse en un fenómeno de masas en el Reino Unido. Reside en Port Talbot, en el sur de Gales.

## Biografía

### Sus primeros años
Fue criado en Fishponds, Bristol, por su padre Roland, conductor de autobús y microbús, y su madre galesa, Yvonne, cajera de supermercado. Paul tiene dos hermanos y una hermana. Asistió a la escuela St. May Redcliffe donde desarrolló, por primera vez, su amor por el canto. De pequeño participó como soprano en el coro de la Iglesia de Cristo, ubicada en el centro de la ciudad de Bristol. «Tuvieron que ponerme en el desván del órgano porque cantaba más alto que todos los demás».
Desde los seis años, a Paul lo molestaban sus compañeros por ser pobre. Para escapar de quienes lo hostigaban, Paul se unió a clubes de música y se refugió aún más en su cantar. A pesar del estímulo de sus padres y de su profesor de música, Philip Weaver, la confianza de Paul en sí mismo disminuyó considerablemente. 
La primera experiencia de Paul con la música clásica ocurrió a los 11 años cuando escuchó la banda sonora de la película E.T., el extraterrestre y quedó encantado. «Me envolvió. Ahorré mi dinero para comprar el disco (disco de vinilo) y lo dirigía con una de las agujas de coser de mi mamá».
A los 14 años, mientras corría a la escuela para la práctica de coro, Paul se estrelló contra un andamio, dañando gravemente un diente y dejándolo con una sonrisa imperfecta. Cuatro años más tarde, una semana antes de sus exámenes preuniversitarios, un coche lo atropelló, rompiéndole una vértebra y ocasionándole fuertes contusiones. Como consecuencia, Paul suspendió sus exámenes y tuvo que permanecer un año adicional en la escuela.
Paul estudió filosofía, teología, cine y estudios de televisión en la Plymouth University, titulándose en 1993. Después de graduarse, pasó 10 años trabajando y organizando estantes en Tesco (la misma rama de tiendas donde trabajó su madre). De igual modo, de 1996 a 2003 fue miembro del Partido Liberal Demócrata del consejo de la ciudad de Bristol.

### Primeros contactos con la ópera
En 1999, con 28 años, Paul se vistió como Luciano Pavarotti y ejecutó su primera ópera en un evento de karaoke. El mismo año apareció en el programa de talentos My Kind of Music ("Mi Clase de Música"), presentado por Michael Barrymore. A pesar de que Paul no ganó el concurso, obtuvo 8.000 libras. En el 2000, aprovechó las ganancias obtenidas en el programa y, junto con todo lo que había ahorrado en su vida, pagó tres meses de lecciones de canto de ópera en Italia, así como tres semanas más en 2001. Durante su segunda visita le dieron la oportunidad de cantar frente a su héroe, el legendario tenor Luciano Pavarotti, mientras asistía a su clase maestra. “Canté un aria de Rodolfo, de La Bohème, y me quedé sin aliento. Pavarotti me dijo: 'Rodolfo no se quedaría sin aliento - debes cantarme algo más'. Fui el único al que pidió cantar otra vez, así que lo tomé como un gran elogio".
Paul conoció a su esposa, Julie Ann, en un chatroom de internet en 2001. Dos años más tarde contrajeron nupcias en una iglesia. A la ceremonia asistieron cien familiares y amigos cercanos. Después de la misa, Paul le dedicó una serenata a su prometida entonando la canción de amor alemana "Ich liebe dich" ("Te amo"). Julie Ann resaltó: “No hubo ni un solo ojo seco en la casa".
Entre 1999 y 2003, Paul apareció en cuatro producciones para la compañía de Opera de Bath, incluyendo Las bodas de Fígaro, Don Giovanni, Don Carlos y Turandot. También actuó con la Royal Philharmonic Orchestra delante de 15.000 personas.
Sin embargo, en 2002, Paul fue internado en un hospital por quejas de persistentes dolores estomacales. Le diagnosticaron una apendicitis y tuvieron que extirparle el apéndice. No mucho después de su tratamiento tuvo que ser readmitido en el hospital y los doctores descubrieron un tumor benigno en su glándula suprarrenal. Los doctores quisieron operar inmediatamente pero Paul estaba a mitad de camino con los ensayos para un papel en una producción aficionada de Aida y los persuadió a esperar. “Padecía muchísimo dolor, pero estaba decidido a tomar el papel. Había gastado 10 000 libras de mis ahorros de vida en dos escuelas de verano en Italia y no quería que todo ese dinero se perdiera”.
Después de su interpretación en Aida, Paul envió cintas con su CV a varios agentes de ópera, aunque no recibió respuestas. “No obtuve una sola contestación. Nunca he tenido mucha confianza en mí mismo y comencé a preguntarme si todo esto valía la pena”.
Apenas cuatro días después de volver al trabajo, después de pasar meses en recuperación de su tumor, Paul fue atropellado por un coche mientras volvía a su casa en bicicleta. En el accidente se fracturó la clavícula y su cuello resultó lesionado. Nuevamente, tuvo que dejar su empleo durante varios meses. Incapacitado para trabajar, Paul acumuló 30.000 libras en deudas y no cantó otra nota hasta su audición para el concurso Britain’s Got Talent. “Esto significó que durante un par de años, en vez de pensar en cantar, estuve recostado en el sofá, en agonía”.
En 2004 Paul obtuvo un trabajo en The Carphone Warehouse, un almacén de venta de teléfonos móviles, donde mantuvo su talento oculto a sus colegas. Más adelante se trasladó a Port Talbot, asumiendo el cargo de "líder de equipo" en la sucursal localizada en Bridgend.

### Britain’s Got Talent
En febrero de 2007, Paul se tropezó con la plantilla de inscripción en internet para el concurso Britain’s Got Talent (Gran Bretaña tiene talento). Paul completó el formulario anhelando, solamente, la oportunidad de participar en la audición en el Cardiff’s Millenium Centre. No obstante, inseguro de su talento y apartado del canto durante cuatro años, estuvo a punto de no enviar el formulario de inscripción. Al cabo de una hora, según contó, decidió jugarse la decisión a cara o cruz. «Si salía cara me inscribía, si salía cruz no lo hacía. ¡Gracias a Dios que salió cara!».
Su primera aparición en las audiciones para Britain's Got Talent fue el 4 de marzo de 2007, en la que cantó a capela. Su actuación demostró lo suficiente para verlo en la siguiente ronda, donde cantó una versión condensada del "Nessun dorma", de Giacomo Puccini, frente al jurado seleccionador, incluyendo a Simon Cowell, y un público asistente de 2000 personas. Su interpretación recibió la ovación del público en pie y se encuentra, actualmente, entre los videos más vistos de todos los tiempos en el portal de YouTube.
Para la semifinal del 14 de junio, Paul representó "Con te partirò" (Me voy contigo). Tres días después, obtuvo la victoria de la final con una segunda interpretación de "Nessun dorma". Por su triunfo, Potts recibió la suma de 100.000 libras, un contrato discográfico de Simon Cowell y una actuación en el programa del Royal Variety Performance, un prestigioso evento musical y artístico al que asiste la Reina de Inglaterra.
A partir de su triunfo en el programa, Paul ha recibido la aclamación mundial con el debut de su primer álbum One Chance (Una oportunidad), pautado para ser lanzado en quince países. El disco, que apareció el 16 de julio en el Reino Unido, se posicionó como número uno de la cartelera, vendiendo más que la suma total del resto de los diez primeros álbumes de la lista.
Gracias a su éxito, su historia fue llevada al cine en la película Un talento increíble. La película está protagonizada por James Corden, ganador del Tony Award en Broadway por One Man, junto a un gran elenco que incluye a Julie Walters, Mackenzie Crook, Colm Meaney, Jemima Rooper y Alexandra Roach (La dama de hierro).

## Discografía

### Álbumes
- 2007 One Chance
  - #1 (UK, Irlanda, Corea del Sur, Noruega, Dinamarca, Suecia, Hong Kong, Nueva Zelanda, Australia, Canadá, Colombia, México, Alemania)
- 2007 One Chance Christmas Edition
- 2009 Passione
- 2010 Cinema Paradiso

### Singles
- 2007 "Nessun dorma" 
  - #100 (UK), #2 (Taiwán)

### Otros
- 2012 renaissance (#7 Sen no Kaze ni Natte - Emiri Miyamoto)
- 2013 Película biográfica Un talento increíble, Título original One Chance

## Filmografía

### Programas de televisión
| Año  | Programa             | Notas                                         |
| ---- | -------------------- | --------------------------------------------- |
| 2018 | King of Mask Singer  | concursó como "Justice Bao" - (ep. #169-170)  |
| 2007 | Britain's Got Talent | concursante (ganador de la primera temporada) |